# Combretum rueppellianum
Combretum rueppellianum là một loài thực vật có hoa trong họ Trâm bầu. Loài này được A.Rich. mô tả khoa học đầu tiên năm 1848.